# Henricaskiricun
Henricaskiricun of Æcclesia Henrici ('de kerk van Henrik') is een niet-geïdentificeerd kerkdorp in de omgeving van Stedum dat in de laatst van de tiende en elfde eeuw wordt genoemd in de goederenregisters van de Abdij van Werden. De naam Henrik komt in de Friese kustgewesten zelden voor. Hij suggereert dat het hier om koningsgoed gaat dat afkomstig is van Hendrik de Vogelaar (876-936), de grondlegger van de Ottoonse dynastie. De naam Henricus komt verder alleen voor in Leermens en Eenum, waar zich eveneens koningsgoed bevond. Dit gebied vormde later één rechtstoel met Wittewierum, Oldersum en de koninklijke muntplaats Garrelsweer, namelijk het Eesterrecht. De patroonheilige van Wittewierum (Vitus) wijst eveneens op mogelijk koningsgoed. Mogelijk wordt daarom met Henricaskericun de kerk van Wittewierum bedoeld, die voor de overdracht van aan het Klooster Bloemhof eenvoudigweg Wierum heette.
Het dorp komt mogelijk ook voor in de dertiende-eeuwse oorkonden van de abdij Pöhlde in de Harz (gebaseerd op documenten uit de tiende eeuw), onder de naam Ziericon of Hilderedes zierikon ('de kerk van Hilderad').
Andere locaties die hiervoor in aanmerking komen zijn:
- Barnheem
- Huisburen
- Ten Boer